# Rhyacophila krauskasseggae
Rhyacophila krauskasseggae är en nattsländeart som beskrevs av Malicky 1978. Rhyacophila krauskasseggae ingår i släktet Rhyacophila och familjen rovnattsländor. Inga underarter finns listade i Catalogue of Life.